# Берлинская государственная библиотека
Берли́нская госуда́рственная библиоте́ка (нем. Staatsbibliothek zu Berlin, полное название — Берлинская государственная библиотека — Прусское культурное наследие (нем. Staatsbibliothek zu Berlin - Preußischer Kulturbesitz), ранее Прусская государственная библиотека — нем. Preußische Staatsbibliothek) — крупнейшая научная универсальная библиотека на территории распространения немецкого языка, является одним из учреждений в составе Фонда прусского культурного наследия.

## История
Курфюрстская библиотека в Кёлльне-на-Шпрее была основана в 1661 году по указу Фридриха Вильгельма. В 1701 году король Пруссии Фридрих I переименовал её в Королевскую библиотеку в Берлине (Königliche Bibliothek). После свержения монархии в Германии в конце Первой мировой войны библиотека стала называться Прусской государственной библиотекой (Preußische Staatsbibliothek).
После прихода к власти нацистов в 1933 году из 320 сотрудников библиотеки было уволено 17 человек, в том числе Эрнест Хонигман, Роберт Лахман и Артур Шпаниер.
Во время Второй мировой войны фонды библиотеки, включавшие в себя на тот момент около трёх миллионов томов и внушительные специальные фонды, были практически полностью вывезены и укрыты в шахтах, монастырях и замках. После раздела Германии в 1945 году из Прусской государственной библиотеки выделилось два учреждения: Немецкая государственная библиотека в Восточном Берлине и Государственная библиотека прусского культурного наследия в Западном Берлине. Вслед за объединением Германии 1 января 1992 года фонды библиотеки, размещавшиеся в двух зданиях, были вверены в управление Фонда прусского культурного наследия под названием «Берлинская государственная библиотека — Прусское культурное наследие».

## «Комод» на Оперной площади (1780—1913)

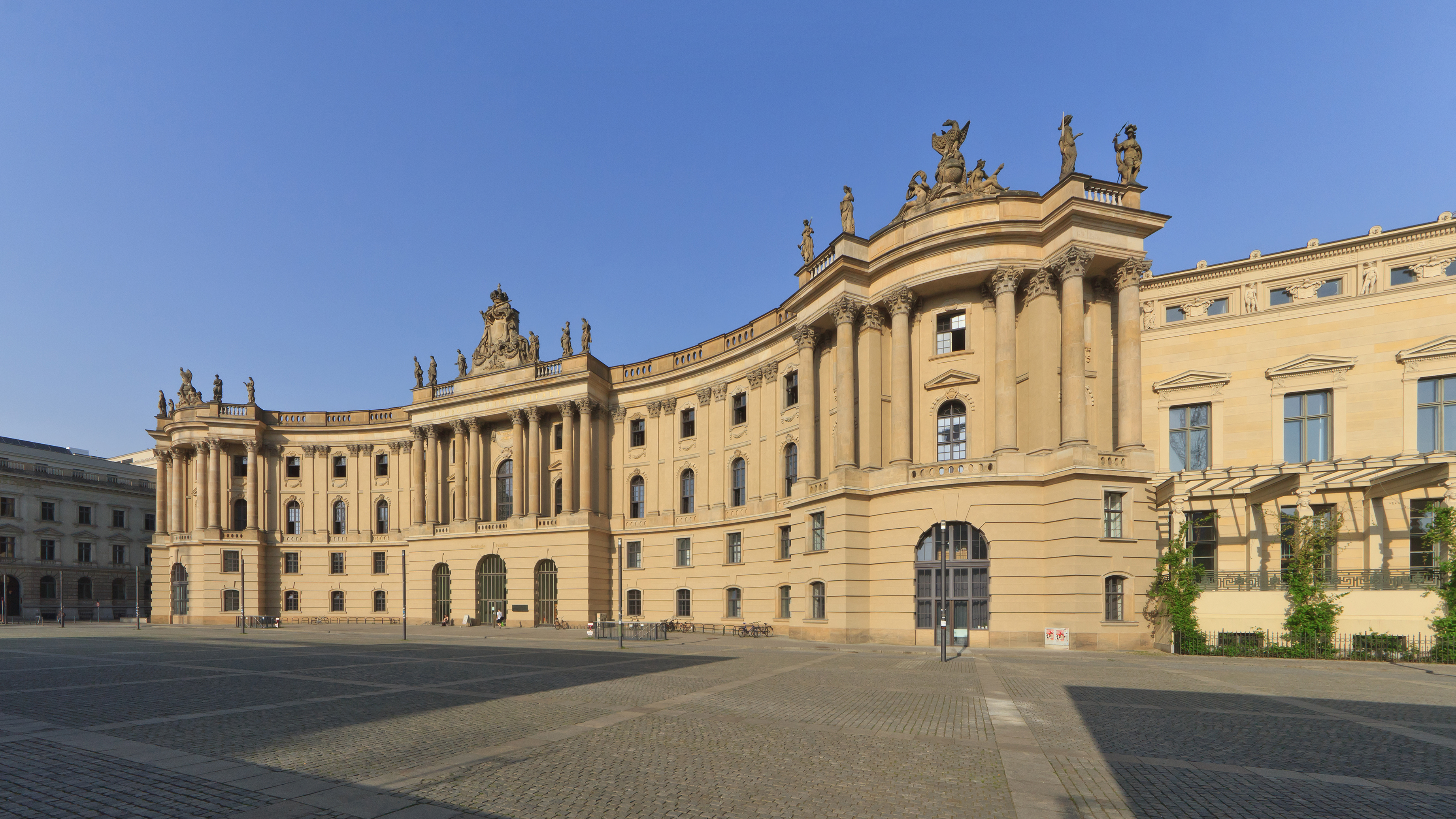
«Комод» на Оперной площади

До 1780 года библиотека размещалась в аптекарском флигеле берлинского Городского дворца. Собственное здание библиотека, собрание которой насчитывало в то время 150 тысяч томов, получила в западной части площади Бебельплац, ранее Оперной площади (нем. Opernplatz) на Унтер-ден-Линден. За свои изогнутые формы вот уже более двухсот лет берлинцы с любовью называют здание Старой библиотеки «комодом». Архитектор здания Георг Христиан Унгер положил в основу своего творения проект австрийского архитектора Йозефа Эмануэля Фишера фон Эрлаха, чем объясняется его сходство со стилем венского Хофбурга.
Сейчас в «Комоде» размещается юридический факультет Университета имени Гумбольдта. В 1913—1914 годах Королевская библиотека переехала в новое здание по адресу Унтер-ден-Линден 8, которое и сейчас является одним из двух основных зданий Берлинской государственной библиотеки.

### Библиотека в двух зданиях (с 1914 года)

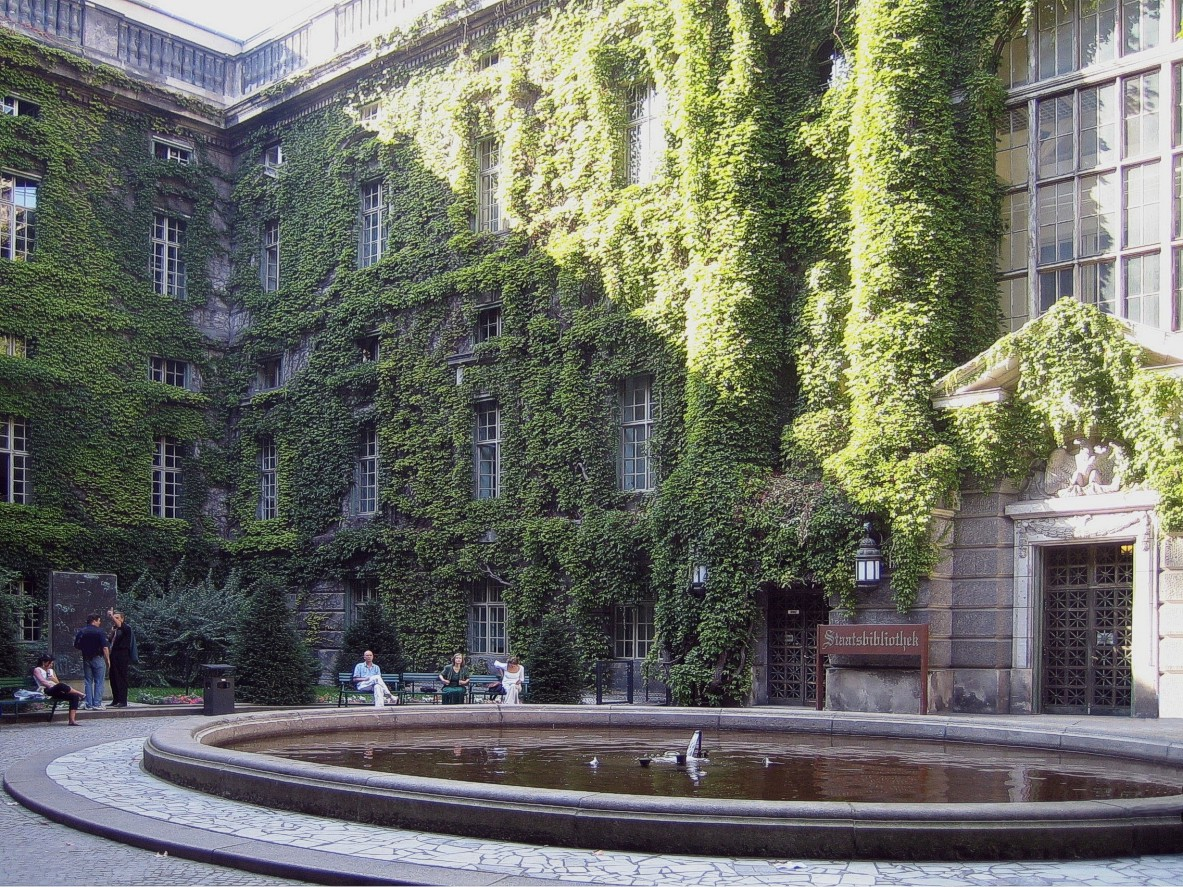
Внутренний двор здания Государственной библиотеки на Унтер-ден-Линден

### Здание на Унтер-ден-Линден — с 1914 года
Библиотека на Унтер-ден-Линден сформировалась как центр исторических исследований. Самое крупное историческое здание в округе Митте длиной 170 м и шириной 107 м было возведено в 1903—1914 годах для Королевской библиотеки по проекту архитектора и придворного зодчего Эрнста фон Ине. В 1944 году был разрушен функциональный и архитектурный центр здания — Купольный зал. С 2000 года проводится реконструкция здания с одновременным возведением новых сооружений: главного читального зала, книгохранилища открытого доступа, сейфовых книгохранилищ, читального зала редких изданий и помещений общественного назначения. Завершение работ по проекту «HG Merz» намечено на 2009 год. Проводимые одновременно санационные работы в историческом здании и объединение всех корпусов в единый библиотечный комплекс в 2012 году создаст все технические предпосылки для ведения библиотечного дела на самом современном уровне.

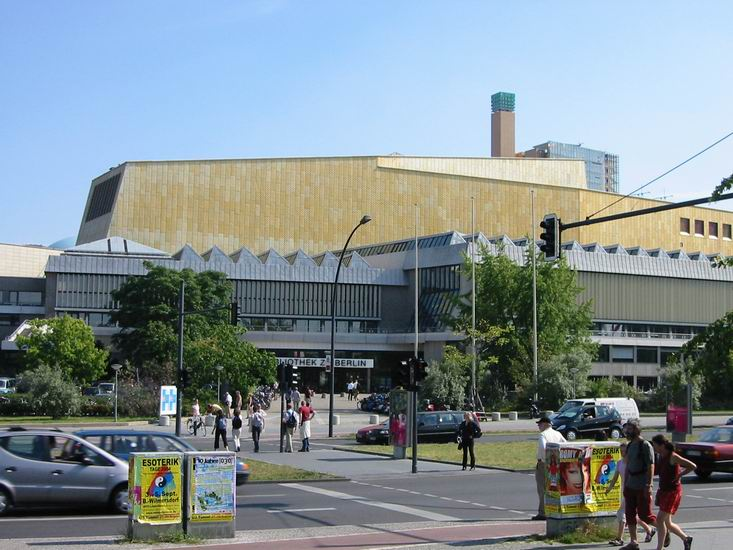
Здание Государственной библиотеки на Потсдамской улице в Культурфоруме

### Здание на Потсдамской улице — с 1978 года
Библиотека на Потсдамской улице (нем. Potsdamer Straße) превратилась в библиотеку современности. Массивный книжный корабль на территории берлинского Культурфорума был построен по проекту архитектора Ганса Шаруна в 1967—1978 годах. После смерти Шаруна в 1972 году строительство здания закончил его ученик Эдгар Висниевски. Это здание Государственной библиотеки известно широкой публике благодаря фильму Вима Вендерса «Небо над Берлином».
В 2010 году в берлинском районе Фридрихсхаген будет введено в эксплуатацию дополнительное здание книгохранилища служебного пользования.

### Фонды
В фондах Берлинской государственной библиотеки хранятся документы по всем научным дисциплинам, на самых разных языках, относящиеся к разным эпохам и странам со специализацией в психологии и общественных науках. Поиск и заказ осуществляются по электронному каталогу. Доступ к фондам открыт для лиц старше 18 лет.

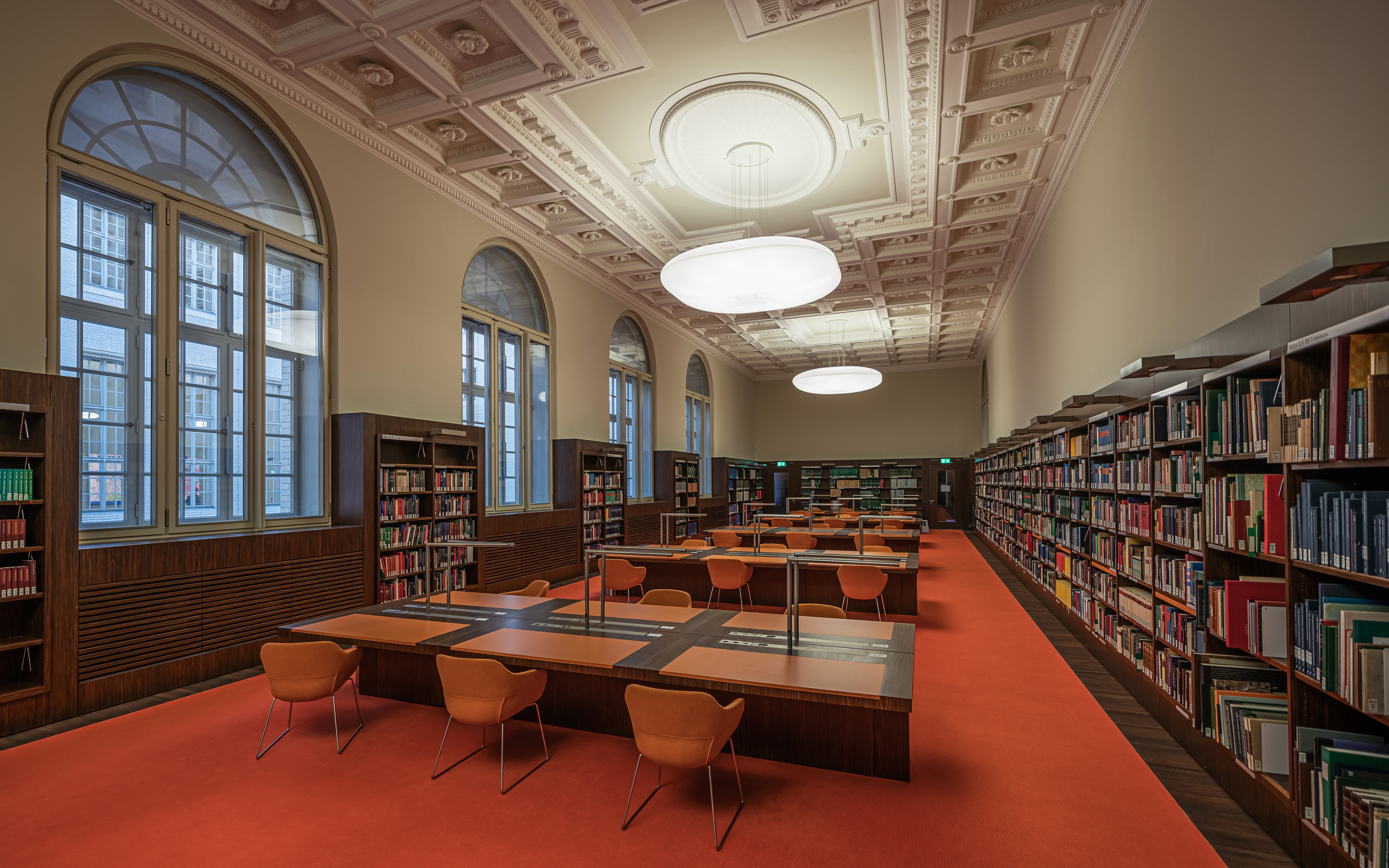
Один из читальных залов в здании Унтер-ден-Линден

В Берлинской государственной библиотеке хранятся величайшие ценности мировой культуры: самое крупное собрание рукописей Вольфганга Амадея Моцарта, 80 % всех автографов Иоганна Себастьяна Баха, 5-я и 9-я симфония Людвига ван Бетховена, «Декамерон» Джованни Боккаччо, текст национального гимна Германии в рукописи Августа Генриха Гоффмана фон Фаллерслебена, одно из особо редких изданий 95 тезисов Мартина Лютера, автографы и авторские рукописи известных учёных и исторические газеты со всего мира.
Часть вывезенных во время Второй мировой войны фондов оказалась после окончания войны в Польше. Собрание, получившее название «Берлинка» включает в себя около 300 тысяч томов ценнейших средневековых рукописей, автографов (в том числе, Мартина Лютера и Иоганна Вольфганга Гёте, докторская диссертация Шиллера и музыкальное собрание — партитуры большинства произведений Бетховена и Моцарта).
В Государственной библиотеке хранятся около 320 тысяч автографов, среди которых автографы Готхольда Эфраима Лессинга, Гёте и Генриха фон Клейста, 200 тысяч редких печатных изданий, в том числе ранней эпохи Мин и самое древнее полиграфическое издание мира из Японии 764 и 770, 41 600 восточных и 18 000 рукописей, созданных в Средние века и ранний период Нового времени в Европе, 1400 авторских рукописей, в том числе Иоганна Готфрида Гердера, Йозефа фон Эйхендорфа, Герхарта Гауптмана, Карла Бонхёффера и Густафа Грюндгенса; коллекция немецких печатных изданий 1871—1912 годах, 66 тысяч авторских музыкальных рукописей, 4400 ранних печатных изданий и около одного миллиона карт и чертежей.